# Hemaris dentata
Hemaris dentata és una espècie de lepidòpter ditrisi de la família dels esfíngids (Sphingidae) pròpia de Turquía. Té activitat diürna.

## Caracteríatiques
Envergadura alar d'entre 36 i 45 mm. Presenta una coloració intermèdia entre Hemaris fuciformis i Hemaris croatica. Cos verd oliva amb dos segments abdominals vermells i l'abdomen acabat en un cúmul de pilositat roja. Les ales, roig fosc les anteriors i roig clar les posteriors, amb base verd oliva, estan escamades excepte a la regió discal on són molt menys abundants i les ales són transparents.

## Història natural
Mostra activitat diürna i vola en una sola generació durant el mes de juliol. Es desconeix l'aspecte de l'eruga i la pupa. Es creu que es podria alimentar de Lonicera, deducció basada en la proximitat entre aquesta espècie i Hemaris ducalis. Probablement hiberna com a pupa.

## Distribució
Molt local (la seva presència només ha estat confirmada en comptades localitats), es distribueix pel sud de Turquia fins a les Muntanyes del Taure, entre els 1.000 i 2.300 metres d'altitud. Es creu que aquesta distribució en zones concretes és deguda a la fragmentació de l'hàbitat original.